# Décimation (Rome antique)

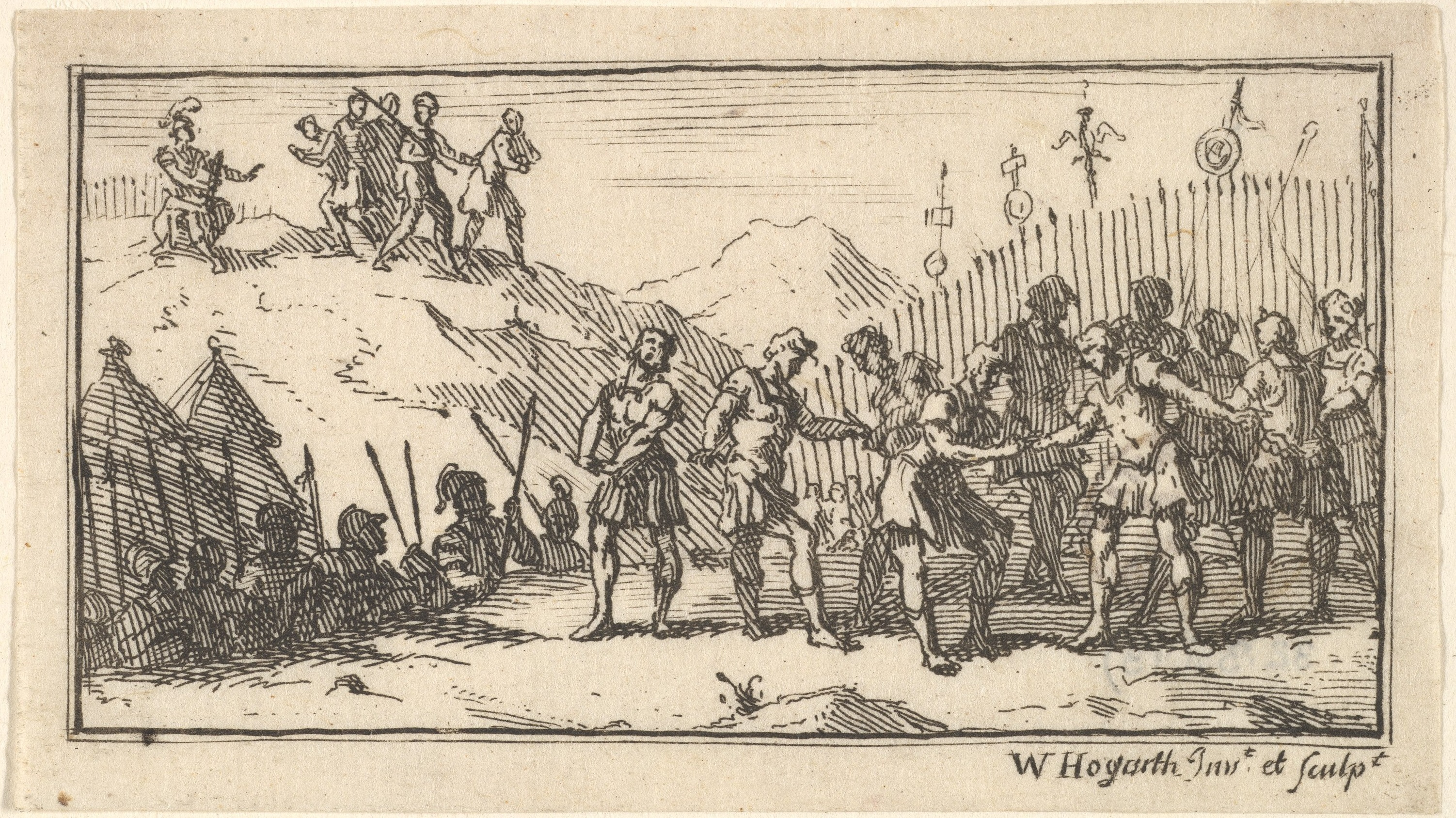
Décimation : eau-forte par William Hogarth dans Beaver's Roman Military Punishments (1725).

Pour les articles homonymes, voir Décimation.
La décimation (prononcé en français : [desimasjɔ̃]) est un châtiment collectif employé par l'armée romaine, qui était appliqué lors d'une mutinerie ou de désertions répétées, et qui consistait en l’exécution d'un soldat coupable sur dix.
Ce terme, emprunté au bas latin decimatio, vient du latin decimare, lui-même dérivé de decem : « dix ».

## Procédure
Les Romains pratiquaient la décimation dans leurs armées lors d'une mutinerie ou de désertions massives. En cas de manquement grave, la sentence pouvait être cruelle : un légionnaire coupable sur dix était exécuté. Les légionnaires reconnus comme coupables étaient divisés en groupes de dix. Chaque soldat piochait un « papier », et celui sur qui le sort tombait était exécuté par les neuf autres. Ces derniers étaient ensuite nourris d'orge à la place de blé et forcés de dormir hors du camp.
Les punis étant tirés au sort, chaque soldat-citoyen, quel que soit son rang, pouvait être condamné de la sorte ; ce châtiment inspirait une grande peur dans les légions romaines.

## Historique
Les premiers documents relatant une décimation datent de 471 av. J.-C. et cette pratique est restée en usage tout du long de la République, quoiqu'elle tombât déjà en désuétude vers la fin de cette dernière. Crassus la réactiva lors de la troisième guerre servile, en -71, pour pouvoir vaincre l’esclave rebelle Spartacus qui avait infligé de nombreuses défaites aux armées romaines. Cependant, ce châtiment ne fut pas utilisé outre mesure, car il affaiblissait grandement les armées.

## Sources
Le plus ancien cas connu de décimation est rapporté par Tite-Live dans son Histoire romaine : elle eut lieu en 471 av. J.-C. au début des guerres de la République contre les Volsques, lorsque le consul Appius Claudius Sabinus fit décimer les simples soldats et exécuter les chefs sous le bâton ou la hache des licteurs après une révolte contre le signal du combat. En -71, lors de la troisième guerre servile contre Spartacus, Crassus remit en usage cette sanction à laquelle certaines sources historiques attribuent en partie son succès. Appien n’est pas sûr qu’il ait décimé les deux légions consulaires pour lâcheté lorsqu'il fut nommé leur commandant, ou s'il décima son armée ultérieurement (un événement durant lequel près de 4 000 légionnaires auraient été exécutés). Plutarque ne fait mention que de l'exécution de 50 légionnaires d’une cohorte comme châtiment lorsque Mummius, un de ses légats, désobéissant à ses ordres, attaque une partie des troupes de Spartacus avec deux légions, et subit un désastre. Jules César est également souvent mentionné pour avoir pratiqué la décimation dans la 9e Légion pendant la guerre contre Pompée, mais cela a été réfuté.
Polybe a donné, au début du IIIe siècle av. J.-C., une des premières descriptions de la manière dont la décimation était pratiquée : 

« S’il arrive que la même faute soit commise par plusieurs soldats, ou que quelque manipule, serré de près, ait abandonné son poste, ne pouvant faire bâtonner et mourir tous les coupables, les Romains ont recours à un moyen également efficace et terrible. Le tribun rassemble la légion et fait comparaître devant lui les déserteurs, qu’il accable de reproches amers ; puis il tire au sort parmi tous ces lâches, tantôt cinq, tantôt huit, tantôt vingt des coupables, mais toujours de sorte qu'un sur dix soit compris dans le nombre de ceux que le sort désigne. Ceux-là sont condamnés à la bastonnade la plus cruelle, les autres reçoivent de l'orge au lieu de froment, et campent en dehors du camp, exposés aux ennemis. »

Denys d'Halicarnasse décrit, en -8, dans ses Antiquités romaines le déroulement de ce châtiment infligé aux lâches, aux émeutiers et aux déserteurs : le général assemblait toutes les troupes ; le tribun lui amenait les coupables ; il les accusait, leur reprochait en termes véhéments leur lâcheté ou leur perfidie en présence de toute l’armée ; puis chaque centurion jetait dans une urne ou dans un casque les noms des hommes de sa centurie ; on en tirait dix sur cent, et ceux que le sort avait désignés étaient exécutés.

Au Ier siècle, Plutarque décrit le processus dans sa vie d’Antoine. Après une défaite de ce dernier dans la guerre contre les Parthes : 

« Antoine, irrité contre eux, employa, pour punir leur lâcheté, l’ancienne peine de la décimation ; il les partagea par dizaines, fit mourir de chaque dizaine celui que le sort avait désigné, et ordonna qu’on donnât aux autres de l’orge au lieu de froment pour leur nourriture. »

Encore pratiquée sous l’Empire, la décimation était néanmoins devenue très rare. Suétone consigne sa dernière utilisation par l’empereur Auguste en -17 tandis que Tacite note son usage par Lucius Apronius pour punir toute une cohorte de la Legio III Augusta après sa défaite, en 20, par le Numide Tacfarinas.
George Ronald Watson remarque que ce mode de châtiment avait la faveur de ceux qui étaient animés « d’un amour excessif pour les coutumes anciennes » (nimio amore moris antiqui) et qu’à terme, il avait vocation à disparaître « car si on pouvait disposer une armée de soldats de métier à coopérer à l’exécution d’esclaves innocents, on ne pouvait guère attendre qu’elle coopère à l’exécution aveugle de ses propres membres. » 
Dans son Strategikon, l'empereur byzantin Maurice Ier, jugeant que le spectacle de punitions où les soldats pouvaient voir leurs camarades périr aux mains de leurs propres frères d’armes était de nature à saper le moral des troupes et à affaiblir leur nombre, interdit la décimation et autres châtiments brutaux.

## Usage moderne
Le général italien Luigi Cadorna a fait usage, au cours de la Première Guerre mondiale, de la décimation à l’encontre d’unités aux performances insatisfaisantes. Antony Beevor rapporte, dans son ouvrage Stalingrad, comment un commandant de division de l’armée soviétique a eu recours, pendant la Seconde Guerre mondiale, à la décimation contre les déserteurs en passant devant les soldats en rang au garde-à-vous, et en tirant en plein visage sur un soldat sur dix avec son pistolet jusqu'à épuisement de ses munitions.
La décimation peut également servir à punir l’ennemi : lors de la guerre civile finlandaise, en 1918, les Blancs exécutèrent sommairement, après avoir conquis la ville rouge de Varkaus, environ 80 Rouges. Selon certains témoignages de ce qui est désormais connu sous le nom de « loterie de Huruslahti (en) », les Blancs ordonnèrent aux prisonniers de former une seule rangée sur la glace du lac Huruslahti et en sélectionnèrent un sur dix, qu’ils exécutèrent sur place. Le choix n’était cependant pas tout à fait aléatoire dans la mesure où certains prisonniers, principalement les dirigeants, furent préférés à quelques bons travailleurs volontairement épargnés.

## Dans la culture populaire
Le film de 1957 Les Sentiers de la gloire dépeint trois soldats français de la Première Guerre mondiale, arbitrairement choisis pour être exécutés comme punition pour un échec de leur bataillon. Dans le film de 1964 La Chute de l'Empire romain, une légion composée de gladiateurs est punie par décimation. Ceux-ci sont conduits sur un aqueduc et un homme sur dix est poussé dans le vide.
Dans le roman de Max Brooks World War Z : Une histoire orale de la guerre des zombies, publié en 2006, l'armée du Saint-Empire russe utilise la décimation dans son sens traditionnel de punir les unités qui se mutinent.
Dans le jeu vidéo de 2010 Fallout: New Vegas, on dit que le légat Lanius, un commandant de haut rang de la légion de César, fait tuer le dixième de son unité par les neuf autres dixièmes.
Dans l'épisode de Doctor Who « Que tapent les tambours », le Maître ordonne la décimation de la race humaine avec l'instruction distincte de « supprimer un dixième de la population ». Dans le quatrième épisode de la série TV de Starz, Spartacus : La Guerre des damnés, cette méthode est utilisée par Crassus sur ses hommes pour s'être enfui après un premier assaut ordonné par son fils aîné Tibérius. Dans Spartacus, téléfilm de 2004 ayant comme protagoniste le même personnage, Crassus tue personnellement un soldat sur dix pour punir les vaincus.